# FirstMerit Tower
 (juillet 2014).
La FirstMerit Tower, aussi connue sous le nom de First National Bank Building ou de First Central Trust Building, est un gratte-ciel situé à Akron dans l'Ohio, aux États-Unis. Il est resté le plus haut gratte-ciel de cette ville depuis sa construction en 1931. 
Le bâtiment est conçu dans le style art déco et se situe au croisement de South Main Street et d'East Mill Street. Il possède 27 étages et s'élève a 101 mètres. Le bâtiment est le symbole du centre-ville d'Akron. L'entrée est construit en marbre du Tennessee, en brique blanche et en terre cuite et dispose d'un grand hall d'entrée. La tour est érigée sur l'emplacement de l'ancien Hamilton Building, construit en 1900 dans un style néo-gothique. 
Au sommet de l'immeuble se dresse une antenne de télévision portant sa hauteur totale à 137 mètres.